# Moses Chikwalakwala
Moses Chikwalakwala (ur. 28 sierpnia 1969 w Mufulirze, zm. 27 kwietnia 1993 u wybrzeży Gabonu) – zambijski piłkarz występujący na pozycji pomocnika. Był członkiem reprezentacji, która zginęła w katastrofie lotniczej u wybrzeży Gabonu.